# Steve Bauer
Steven Todd Bauer (* 12. Juni 1959 in St. Catharines) ist ein ehemaliger kanadischer Radrennfahrer und sportlicher Leiter.

## Radsport-Karriere
Als Amateur gewann Steve Bauer in den Jahren 1981, 1982 und 1983 dreimal in Folge die kanadischen Meisterschaften im Straßen-Einzelrennen. 1982 belegte er darüber hinaus in der gleichen Disziplin den zweiten Platz bei den Commonwealth Games in Brisbane hinter Malcolm Elliott. Sein größter Erfolg als Amateur gelang ihm zwei Jahre später, als er bei den Olympischen Sommerspielen 1984 in Los Angeles im olympischen Straßenrennen die Silbermedaille hinter dem Amerikaner Alexi Grewal und vor dem Norweger Dag Otto Lauritzen errang.
Unmittelbar nach den Olympischen Spielen wechselte Bauer zu den Profis und belegte noch im gleichen Jahr bei seinem zweiten Profirennen den dritten Rang bei den Weltmeisterschaften in Barcelona. Zum Auftakt der Saison 1985 gewann er den Grand Prix d’Aix-en-Provence, kurz darauf eine Etappe im Coors International Bicycle Classic.
Er nahm insgesamt elfmal an der Tour de France teil und gewann die erste Etappe der Tour 1988, bei der er den vierten Platz in der Gesamtwertung belegte und fünf Tage im Gelben Trikot des Gesamtführenden fuhr. Im gleichen Jahr gewann er die achte Etappe der Tour de Suisse, in deren Gesamtklassement er Zweiter wurde. 1989 erreichte er bei der Tour de Suisse den vierten Platz. Ein Jahr später war er insgesamt neun Tage lang Träger des Gelben Trikots bei der Tour de France. 1986 und 1987 siegte er im Grand Prix Toronto.
1989 gewann er mit der Meisterschaft von Zürich ein Weltcup-Rennen, nachdem er 1985 und 1986 bei dieser Veranstaltung bereits den dritten beziehungsweise zweiten Platz belegt hatte. Im Jahr 1991 siegte er bei zwei Etappen der Tour DuPont. Nach der Zulassung von Profis zu den Olympischen Spielen nahm er 1996 nochmal an den Spielen in Atlanta teil, bei denen er den 41. Rang erreichte. Im Oktober des gleichen Jahres beendete er nach zwölf Jahren als Profi seine aktive Laufbahn.

## Ehrungen
Steve Bauer wurde 1994 in Würdigung seiner Erfolge mit der kanadischen Verdienstmedaille (Meritorious Service Medal) ausgezeichnet und erhielt im gleichen Jahr von der Brock University einen Ehrendoktortitel im Bereich Rechtswissenschaften. 2005 wurde er in die Canadian Olympic Hall of Fame und die Canadian Sports Hall of Fall aufgenommen. Bei der Wahl zum „Kanadischen Radsportler des Jahrhunderts“ der Zeitschrift Canadian Cyclist im Jahre 1999 belegte er Platz zwei hinter Alison Sydor und vor William Peden.

## Berufliches
Nach dem Ende seiner Karriere gründete Bauer 1997 das Unternehmen Steve Bauer Bike Tours, das Radtouren in der kanadischen Region Niagara und Reisen zu Radsportereignissen organisiert. In den Jahren 2008 und 2009 war er Sportlicher Leiter der Profimannschaft Team R.A.C.E. Pro beziehungsweise Planet Energy.